# Jean Charles Galissard de Marignac
Jean Charles Galissard de Marignac (Ginevra, 24 aprile 1817 – Ginevra, 15 aprile 1894) è stato un chimico svizzero, famoso per le sue ricerche sui pesi atomici e per i suoi studi sulle terre rare, che lo portarono a scoprire l'itterbio (1878) e il gadolinio (1880).

## Biografia

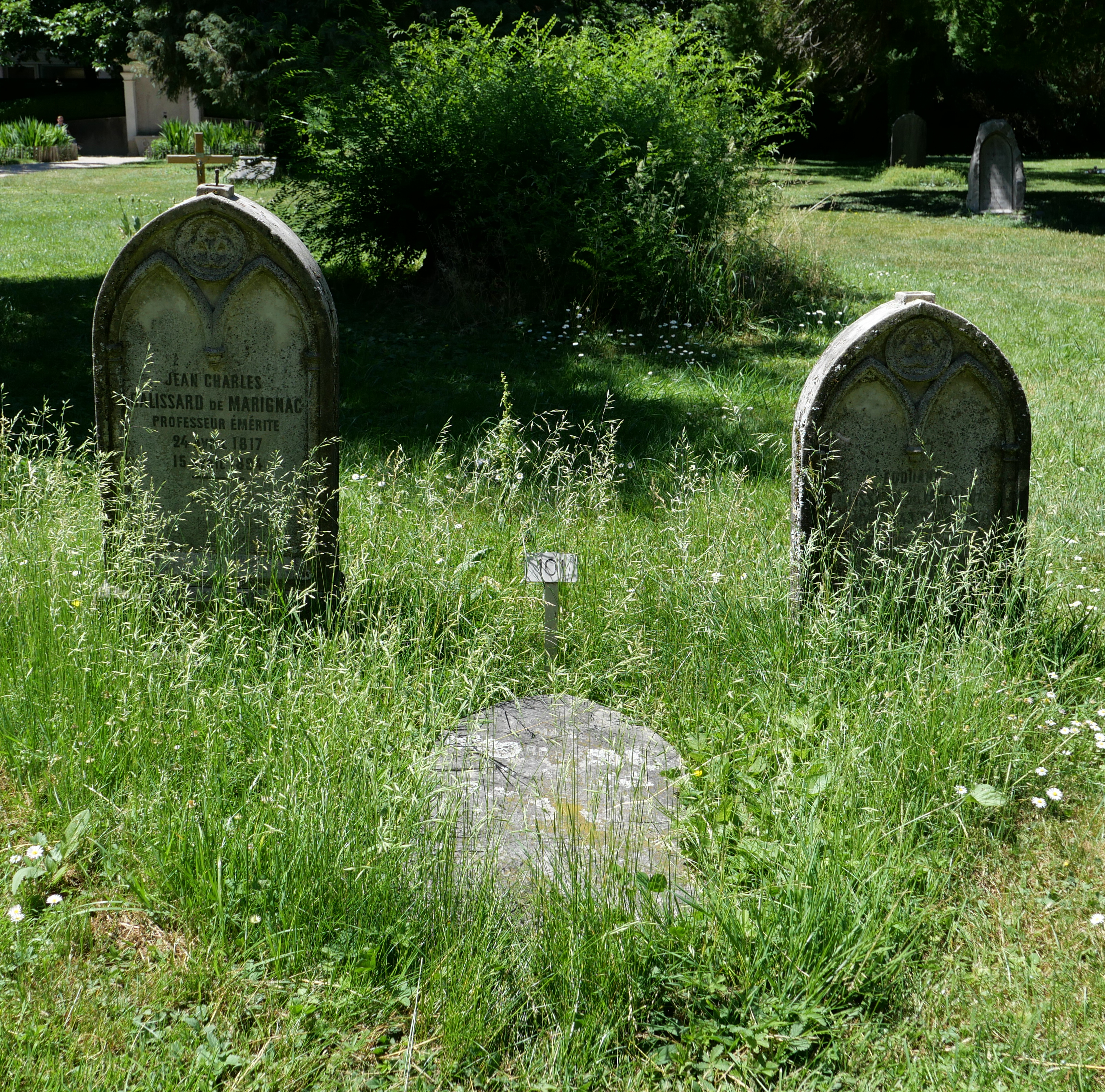
La tomba

Jean Charles Galissard de Marignac nacque a Ginevra da Jacob Galissard de Marignac, consigliere a Ginevra, e Suzanne Le Royer. Entrò all'École polytechnique di Parigi nel 1835 e ne uscì dopo due anni, primo della sua classe. Dal 1837 al 1839 frequentò la Ecole des Mines de Paris, dove studiò analisi dei minerali e in missioni scientifiche all'estero conobbe vari scienziati, tra i quali Berzelius, Liebig e Wöhler. Nel 1840 frequentò il laboratorio di Liebig a Giessen. Alexandre Brongniart lo chiamò alla fabbrica di porcellane di Sèvres, dove Marignac rimase solo pochi mesi.
Nel 1841, a soli 24 anni, fu nominato professore di chimica all'Accademia di Ginevra, che nel 1873 diventerà Università di Ginevra. Nel 1845 fu nominato anche professore di mineralogia. Mantenne questi incarichi senza interruzioni fino al 1878, quando si ritirò dall'insegnamento per motivi di salute. Continuò le sue ricerche in un laboratorio privato che aveva nella propria casa. Morì nel 1894.
Galissard de Marignac è sepolto con la moglie Marie, nata Dominicé, e il figlio Edouard (1849-1871) nel Cimetière des Rois, considerato il Pantheon di Ginevra.

## Ricerche
Marignac condusse tutta la sua attività di ricerca da solo, senza l'aiuto di alcuno studente o collaboratore. La sua attività di ricerca si esplicò quasi esclusivamente nel campo della chimica inorganica. Nelle sue pubblicazioni si firmava in genere come Charles Marignac. I risultati più significativi furono i seguenti.

### Misure dei pesi atomici
Dal 1842 al 1883, utilizzando una semplice bilancia, misurò con una precisione senza precedenti il peso atomico di 29 elementi (il 42% degli elementi noti nel 1883). Divenne famoso per l'abilità e la pazienza dimostrata in queste misure. Berzelius stesso, uno dei massimi chimici inorganici del tempo, lo lodò dicendo:
"Queste esperienze sembrano essere state eseguite con una precisione veramente speciale, e sono state ripetute con una pazienza degna di lode... Esse meritano la massima fiducia. Si spera e si auspica che i chimici che si impegnano ad una revisione dei pesi atomici si conformino all'elevata precisione di Marignac, alla sua pazienza e alla sua coscienza scrupolosa."

### Nuovi elementi: itterbio e gadolinio
Nel 1870 iniziò a interessarsi in modo particolare delle terre rare e del problema della loro separazione. Nel 1878, quando era già in pensione, lavorando su un materiale che si supponeva contenesse solo erbio isolò un nuovo elemento che chiamò itterbio, dal nome della cittadina svedese di Ytterby. Due anni dopo, nel 1880, analizzando un pezzo di samarskite scoprì un secondo elemento, che chiamò gadolinio in onore del chimico finlandese Johan Gadolin.

### Il processo Marignac
Messo a punto da Marignac nel 1866, il processo Marignac è considerato il primo procedimento industriale per separare niobio e tantalio. Il metodo si basa sulla cristallizzazione frazionata di K2TaF7 da soluzioni di acido fluoridrico. In queste condizioni il niobio non forma K2NbF7, bensì K2NbOF5 che è più solubile di K2TaF7. Riducendo K2TaF7 con sodio si ottiene tantalio metallico di purezza soddisfacente. Il niobio prodotto per questa via non è invece molto puro. Il processo Marignac è stato abbandonato dopo il 1950, quando fu messo a punto un nuovo metodo di separazione basato sull'estrazione con solventi.

### Altri studi
Marignac si interessò di molti altri argomenti. Dimostrò che la formula del quarzo era SiO2 e che l'ozono non è una specie contenente azoto, bensì un'altra forma di ossigeno.
Si interessò dell'isomorfismo di fluorostannati e fluorosilicati, risolvendo la questione allora dibattuta della composizione dell'acido silicico. Successivamente studiò i fluoruri di zirconio, boro, tungsteno e altri elementi. Preparò l'acido silicotungstico, uno dei primi esempi di acidi inorganici complessi.
Nell'ambito della chimica fisica fece ricerche sui processi di soluzione, studiando in particolare gli effetti termici prodotti dalla diluizione di soluzioni saline, la variazione di calore specifico delle soluzioni saline al variare della temperatura e della concentrazione.

## Incarichi e onorificenze
Le sue lezioni e conferenze furono considerate modelli di chiarezza e precisione, ma Marignac fu una personalità schiva e modesta. Rifiutò la carica di rettore dell'Accademia e scoraggiò i tentativi dei suoi amici di proporlo per la Legion d'onore francese. Ricevette tuttavia numerosi riconoscimenti, tra i quali la Medaglia Davy (1886) e l'Ordre du Mérite (1888) dall'imperatore di Prussia. Fu membro di numerose Accademie scientifiche.

## Opere
Un elenco delle sue opere è contenuto nei due volumi:
- Jean Charles Galissard de Marignac, Emile Ador, Œuvres complètes: Notice biographique. Travaux divers 1840-1860, Ginevra, Eggimann.
- Jean Charles Galissard de Marignac, Emile Ador, Œuvres complètes: Mémoires et critiques 1860-1887, Ginevra, Eggimann.